# Frances Day
Frances Day (16 de  diciembre de 1907- 29 de abril de 1984) fue una actriz y cantante estadounidense, la cual tuvo una exitosa carrera en el Reino Unido en los años 1930.

## Biografía
Su verdadero nombre era Frances Victoria Schenk, y nació en East Orange, Nueva Jersey (Estados Unidos).
Inició su carrera como cantante de clubes de cabaret en las ciudades de Nueva York y Londres. Debutó en el teatro en Londres en el New Cross Empire, actuando junto al bailarín y actor John Mills en un show titulado "Mills and Day". Posteriormente fue corista en una producción en el Hippodrome, uno de los Teatros del West End, de la obra The Five O'Clodeck Girl (1929), la cual se llevó en gira por provincias en 1930. 
Se casó con Beaumont Alexander, un agente de publicidad australiano, en 1927. Él dirigió su carrera inicial como bailarina en nightclubs del West End, consiguiendo fama actuando con un tanga y un abanico de plumas de avestruz. La pareja se divorció en 1938, y la actriz no volvió a casarse.
También actuó con regularidad en el cine hasta el año 1941. En los años 1950 rodó únicamente cuatro películas, aunque inició una nueva carrera como panelista en la versión británica del concurso What's My Line?, que se emitió desde el 16 de julio de 1951 al 13 de mayo de 1963.
Frances Day falleció por una leucemia mieloide crónica en Windsor, Inglaterra, en el año 1984, tras vivir sus últimos años recluida en Maidenhead. Tenía 76 años de edad.

## Discografía
- 1932 : "Ooh! That Kiss"
- 1932 : "Happy-Go-Lucky-You"
- 1933 : "Now You're Here"
- 1933 : "It's Best to Forget"
- 1934 : "Excuse Me"
- 1934 : "Did You Ever See a Dream Walking?"
- 1935 : "Let's Lay Our Heads Together"
- 1935 : "I'd Do the Most Extraordinary Things"
- 1935 : "Pardon My English"
- 1935 : "Dancing With a Ghost"
- 1936 : "Swing"
- 1936 : "Me and My Dog"
- 1937 : "A Little White Room"
- 1937 : "Artificial Flowers"
- 1937 : "Because You Are You"
- 1937 : "Midnight and Music"
- 1937 : "I've Got You Under My Skin"
- 1937 : "You'd Be So Easy to Love"
- 1937 : "Whispers in the Dark"
- 1937 : "I Will Pray"
- 1938 : "How Do You Do, Mr. Right?"
- 1938 : "It's De-Lovely

## Teatro
- 1932 : Out of the Bottle
- 1933 : How D'You Do?
- 1934 : Jill Darling
- 1937 : Floodlight
- 1938 : The Fleet's Lit Up
- 1939 : Black and Blue
- 1941 : Black Vanities
- 1942 : DuBarry Was a Lady
- 1946 : Evangeline
- 1949 : Buoyant Billions
- 1949 : Latin Quarter

## Filmografía
- 1928 : The Price of Divorce
- 1930 : Such Is the Law
- 1930 : Big Business
- 1932 : The First Mrs. Fraser
- 1933 : The Girl from Maxim's
- 1934 : Two Hearts in Waltz Time
- 1934 : Temptation
- 1935 : Oh, Daddy!
- 1936 : You Must Get Married
- 1936 : Public Nuisance No. 1
- 1936 : Dreams Come True
- 1937 : Who's Your Lady Friend?
- 1937 : The Girl in the Taxi
- 1940 : Room for Two
- 1944 : Fiddlers Three
- 1952 : Tread Softly
- 1957 : There's Always a Thursday